# Xavier Sala i Costa
Xavier Sala Costa (Santa Cristina d'Aro, 19 d'agost de 1943), de nom artístic Xevi, és un il·lusionista català, col·leccionista i divulgador de l'il·lusionisme. A més de nombroses actuacions en televisió, ha enregistrat espots i ha participat com a actor en diverses pel·lícules.

## Trajectòria
S’aficiona a la màgia a l’edat de dotze anys en veure actuar un mag al cafè de Santa Cristina d’Aro. S’acaba de vincular amb aquest art estudiant l’Enciclopedia de la Magia, Ilusionismo y Prestidigitación d’Antonio de Armenteras, i als setze anys fa la primera actuació en públic. El 1965 queda finalista al concurs televisiu Salto a la fama i el 1969 bat el rècord mundial de conducció a cegues fent el trajecte Monestir de Montserrat-Saló de l’Automòbil de Barcelona, una gesta que ha repetit altres cops en altres països. Li fou concedit el “Record Guinness de conducció amb els ulls tapats” (1969).
Els anys següents, actua en congressos estatals i internacionals d’il·lusionisme i es prodiga en teatres, sales de festes, creuers, casinos, convencions i fires. Del 1981 al 1987 organitza a Platja d’Aro les Trobades Màgiques Internacionals de la Costa Brava, i des del 2001 és el factòtum de les anuals Nit de la Il·lusió als jardins de La Casa Màgica de Santa Cristina d’Aro, en què actuen primeres figures de l’il·lusionisme mundial.
El 1969 va quedar finalista al programa Salto a la Fama de TVE, i a partir d'aquell moment comença a sortir en programes de televisió, arribarà a sortir en més de 500. Va esdevenir un personatge habitual a programes de TVE i TV3, principalment, i altres televisions autonòmiques. Entres d'altres, va sortir a Fiesta con Nosotros (Herta Frankel i Joan Viñas, 1965), Salto a la Fama (José Luís Barcelona, 1965), Día de Fiesta (Herta Frankel i Joan Viñas, 1967), Un Millón para el Mejor (Joaquim Prat, 1968), Estudio Abierto (José Mª Iñigo, 1971), Tot i Més (Sílvia Tortosa, 1982), Identitats (Josep Maria Espinàs, 1986), Som-hi! (Pep Muné i Xevi, 1987), Mag Magazine (Maria Pau Huguet, 1989), La Palmera (Jordi González, 1990), Filiprim (Josep Mª Bachs, 1990), La Tarda és Nostra (Josep Cuní, 1994), Los Amores de Margó (Cuba, 1997), Así son las Cosas (Manuel Giménez, 2001), Divendres (Espartac Peran, 2014), o Cuarto Milenio (Iker Jiménez, 2006 i 2014).
Xevi ha fet ràdio (La màgia en llibertat, Ràdio Costa Brava-Cadena 13, 1985), ha editat videocassets didàctics, ha protagonitzat les campanyes Il·lusionisme a l’escola, Il·lusionisme als pobles rurals i L’Escola de Màgia d’Estiu i ha impartit el curs L’art de la màgia com a assignatura de lliure elecció a la UdG. També ha creat articles màgics per a la mainada: La Llibreta Màgica, La Caixa Màgica i La Carpeta Màgica. És soci fundador de l’associació Mags sense fronteres (1998) i Mans Màgiques del Món (2011). Entre els incomptables premis rebuts, destaquen la Silver Star (1999) i la Gold Star (2003) del Magic Circle de Londres, un Aplaudiment FAD-Sebastià Gasch per La Casa Màgica (2003), la Medalla de Oro al Mérito Mágico de la SEI-ACAI (2005) i la Menció Honorífica a la trajectòria professional, atorgada pel Festival Internacional de Màgia de Badalona Memorial Li-Chang (2011).
El desembre de 2019 va ser nomenat fill predilecte de Santa Cristina d'Aro per part de l'Ajuntament de la vila. Joaquim Vidal i Perpinyà, en el seu llibre Una Mirada en el Temps, afirma que Xevi és: "l'home autènticament màgic, el personatge més internacional de la demarcació de Girona, no suficientment conegut i valorat".

## La Casa Màgica
La Casa Màgica, una masia catalana datada del 1850 i ubicada al municipi empordanès de Santa Cristina d'Aro, amb els seus més de 1.100 m2 de les tres plantes, és la seu del Gran Museu de la Màgia, un equipament cultural inaugurat l'any 2002 i gestionat per Xavier Sala i Costa. Aquesta col·lecció màgica, recopilada al llarg de la trajectòria artística de Xevi, exposa tot un trajecte per la història de l'il·lusionisme. S'hi poden trobar autòmats, cartells, aparells de màgia de diferents èpoques, pintures, baralles de cartes i tarots, llibres objectes curiosos i fotografies, entre d'altres objectes. S'han dut a terme accions d'ampliació del fons museístic.
L'any 2014, la Federació Internacional de Societats Màgiques va guardonar l'il·lusionista pels seus 55 anys de trajectòria, estant encara en actiu, reconeixent la tasca de col·lecció i exposició que ha fet amb la creació del museu, així com l'originalitat de l'equipament, sent un dels pocs centres del món dedicats a aquesta activitat i reconegut com el més gran i original del món. És l'únic museu d'aquesta especialitat de l'estat espanyol.

## Cinema
- Participació com Il·lusionista Xevi a “Diabla” - Director Enzo Castellari / Patricia Adriani i Leonora Fanny (1978)[12]
- Participació com Il·lusionista Xevi a “Made in China” - Director John Liu / Mirta Miller i Raquel Evans (1981)[12]
- Actor a “El Lío de Papá” - Director Miquel Iglesias / Eva Cobo i Maria Silva (1985)[12]
- Participació en el rodatge a “La Loca Patrulla de Verano” - Director Santiago Lapeira (1985)[12]
- Actor a “Más Allá de la Muerte” - Director Sebastià D´Arbó / Tony Isbert i Narciso Ibáñez Menta (1986)[12]
- Actor protagonista a “El Gran Serafín” - Director José Mª Díaz Ulloque / Ana Obregón, Laura del Sol, Fernando Fernán Gómez i Fernando Guillén (1987)[12]
- Actor a “La Diputada” - Director Xavier Aguirre / Victoria Vera i Juanjo Puigcorbé (1988)[12]
- Participació a “Fassmann” - Director Sebastià D´Arbó (2011)[12]

## Publicacions
- El meu món màgic. Barcelona: Edicions Marré, 1988.
- Petita història de l'il·lusionisme. Il·lustracions de Pilarín Bayés. Barcelona: Editorial Mediterrània, S. A., 1992. Edicions en català, espanyol, italià i alemany).
- Una vida màgica: Xevi, de la Costa Brava al món. Santa Cristina d’Aro: Mans Màgiques del Món, 2017.
- No perdem la il·lusió, alguns jocs i curiositats del meu repertori a l'abast de tothom. Parcir Eds. Selectes, Manresa, 2024 (en català). ISBN 978-84-10087-22-4.